# Maître-chien
Um Maître-chien, literalmente dono do cão, é um galicismo que designa a pessoa que educa um cão para que ele lhe obedeça às ordens.
No sector privado é utilizado para a segurança de um determinado local e empregue pelos agentes de segurança.
No sector público os casos mais conhecidos são o seu emprego :
- na procura de vítimas depois de uma catástrofe, pela Cruz Vermelha ou outros organismos, depois de um tremor de terra, uma avalancha, ou em qualquer outra circunstância onde haja pessoas em perigo de morte por estarem encobertas por materiais. Um casa comum é o do pisteiro-socorrista na  estância de esqui
- pela Polícia Nacional e outros organismos nacionais para detectar a presença de drogas ou narcóticos  e mesmo de explosivos.

No caso da avalancha o cão é mesmo conhecido por cão de avalancha .